# Cosmosoma mathani
Cosmosoma mathani är en fjärilsart som beskrevs av Rothschild 1911. Cosmosoma mathani ingår i släktet Cosmosoma och familjen björnspinnare. Inga underarter finns listade i Catalogue of Life.